# Tre liv for ét
Tre liv for ét (originaltitel Three Godfathers) er en westernfilm fra 1948, instrueret af John Ford. Manuskriptet af Frank S. Nugent og Laurence Stallings bygger på en novelle af samme navn skrevet af Peter Kyne. Ford havde allerede filmatiseret historien i 1919 som Marked Men. Det menes, at stumfilmen er gået tabt.

## Handlingen
Tre tyveknægte, Robert (spillet af John Wayne), William (spillet af Harry Carey Jr.) og Pete (spillet af Pedro Armendáriz) røver en bank i Arizona og flygter fra deres forfølgere, som ledes af sheriffen Buck Sweet (spillet af Ward Bond). Undervejs støder de tre røvere på en kvinde (spillet af Mildred Natwick), der er blevet efterladt i en prærievogn, fordi hun skal føde. Med de tre mænds hjælp føder hun og får dem til at love at passe på barnet, inden hun dør. Den ene af røverne er blevet såret under røveriet, og de to andre tager af sted med barnet til byen New Jerusalem.